# Province de Catanzaro
Pour les articles homonymes, voir Catanzaro (homonymie).
La province de Catanzaro est une province italienne, de la région de Calabre. Catanzaro est chef-lieu de la province.

## Géographie
Elle est bordée à l'ouest par la mer Tyrrhénienne, au nord par la province de Cosenza, au nord-est par la province de Crotone, à l'est par la mer Ionienne, au sud par la ville métropolitaine de Reggio de Calabre et au sud-ouest avec la province de Vibo Valentia.
Les frontières de la province de Catanzaro suivent en partie celles de la Calabre ultérieure seconde, une province du royaume des Deux-Siciles qui comprenait également les territoires des provinces de Vibo Valentia et Crotone ; tandis que ses symboles correspondent aux armoiries de la province de Calabre Ultra, établie à l'époque normande-souabe.

## Histoire
Le territoire provincial actuel était autrefois la terre habitée par les Vituli, une population qui adorait le simulacre du veau. Les Grecs appelaient "Italoi" les habitants de la terre située entre le golfe de Squillace et golfe de Sainte-Euphémie en référence à leur roi Italos qui, selon la légende, était le frère de Dardanos, ancêtre de la lignée troyenne. Sous l'empereur Auguste, le nom d'Italie fut étendu à toute la Calabre actuelle et plus tard à toute la péninsule.

## Monuments et lieux d'intérêt

### Architecture religieuse
- La cathédrale de Catanzaro
- La cathédrale de Lamezia Terme
- La cathédrale de Squillace
- Le monastère de Vivarium

### Architecture militaire
- Le château de Squillace du XIe siècle à Squillace
- Le château normand-souabe de Nicastro du XIe siècle à Lamezia Terme
- Le bastion de Malte du XVIe siècle à Lamezia Terme
- La tour Sant'Antonio du XIIIe siècle près de Santa Caterina dello Ionio

### Aire naturelle
- Le parc national de la Sila
- Le parc naturel régional de Serre
- La réserve naturelle Gariglione-Pisarello

### Site archéologique
- Parc archéologique de Scolacium, plus ancienne cité côtière de la Grande-Grèce fondée  par les Athéniens au VIIe siècle av. J.-C.
- Terina, colonie de la Grande-Grèce fondée par les Achéens de Crotone vers le VIe siècle av. J.-C.
- L'abbaye bénédictine Sant'Eufemia, ancienne abbaye fondée en 1062 par Robert Guiscard
- L'abbaye de Corazzo, ancienne abbaye cistercienne fondée en 1173
- La ville fantôme de Rocca Falluca (it) fondée vers le XIe siècle dont il ne reste que quelques pierres sur le territoire de Tiriolo

## Démographie
Liste des communes de la province de Catanzaro de plus de 5 000 habitants:
1. Catanzaro - 93 256 habitants
2. Lamezia Terme - 71 123 hab.
3. Soverato - 9 611 hab.
4. Borgia - 7 626 hab.
5. Curinga - 6 789 hab.
6. Chiaravalle Centrale - 6 667 hab.
7. Sellia Marina - 6 501 hab.
8. Girifalco - 6 186 hab.
9. Davoli - 5 488 hab.
10. Cortale - 2 000 hab.

### Évolution historique
De 1585 à 1679, la population de la province passe de 60 000 à 25 000 foyers.

## Galerie

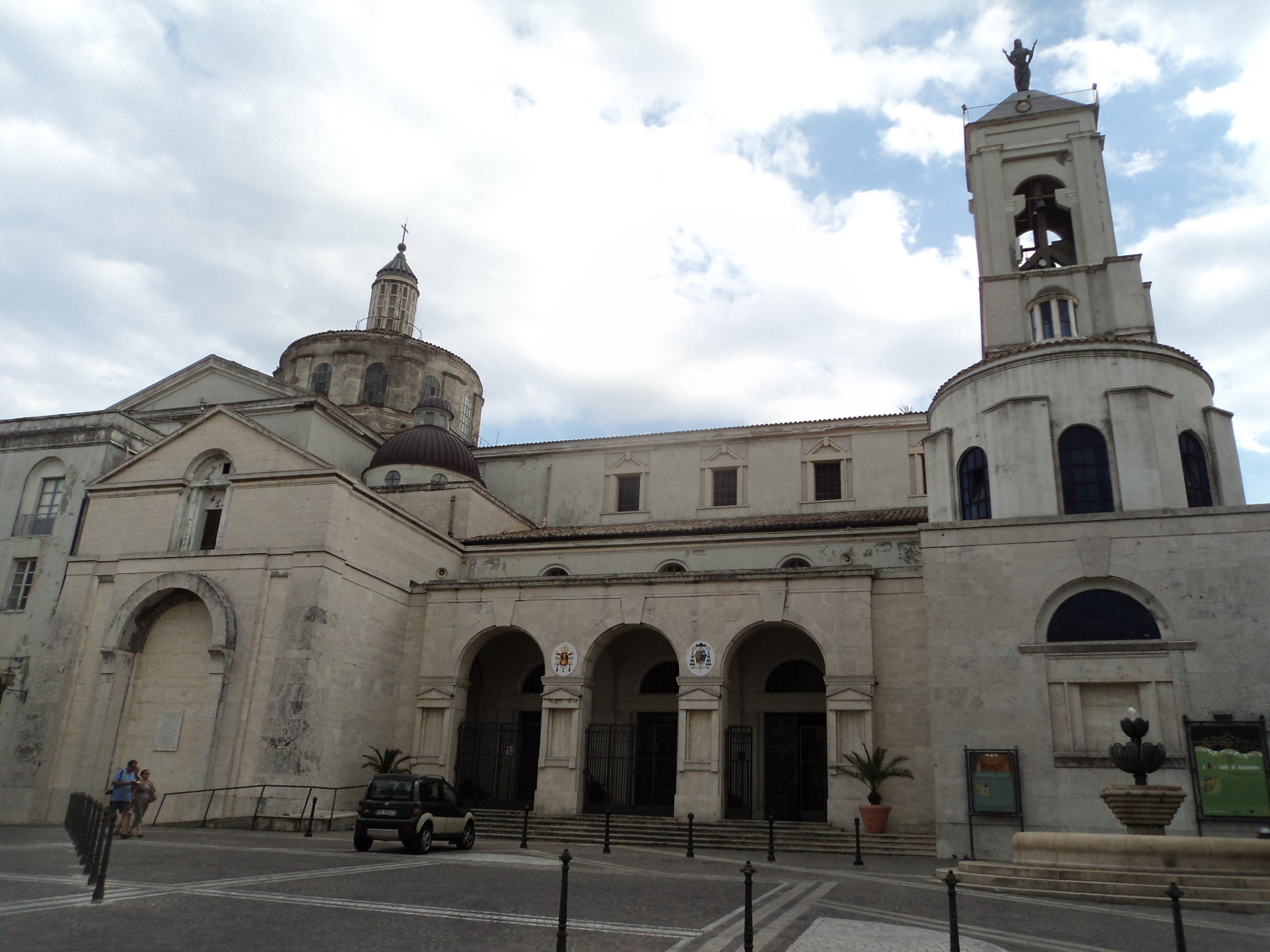
Cathédrale de Catenzaro
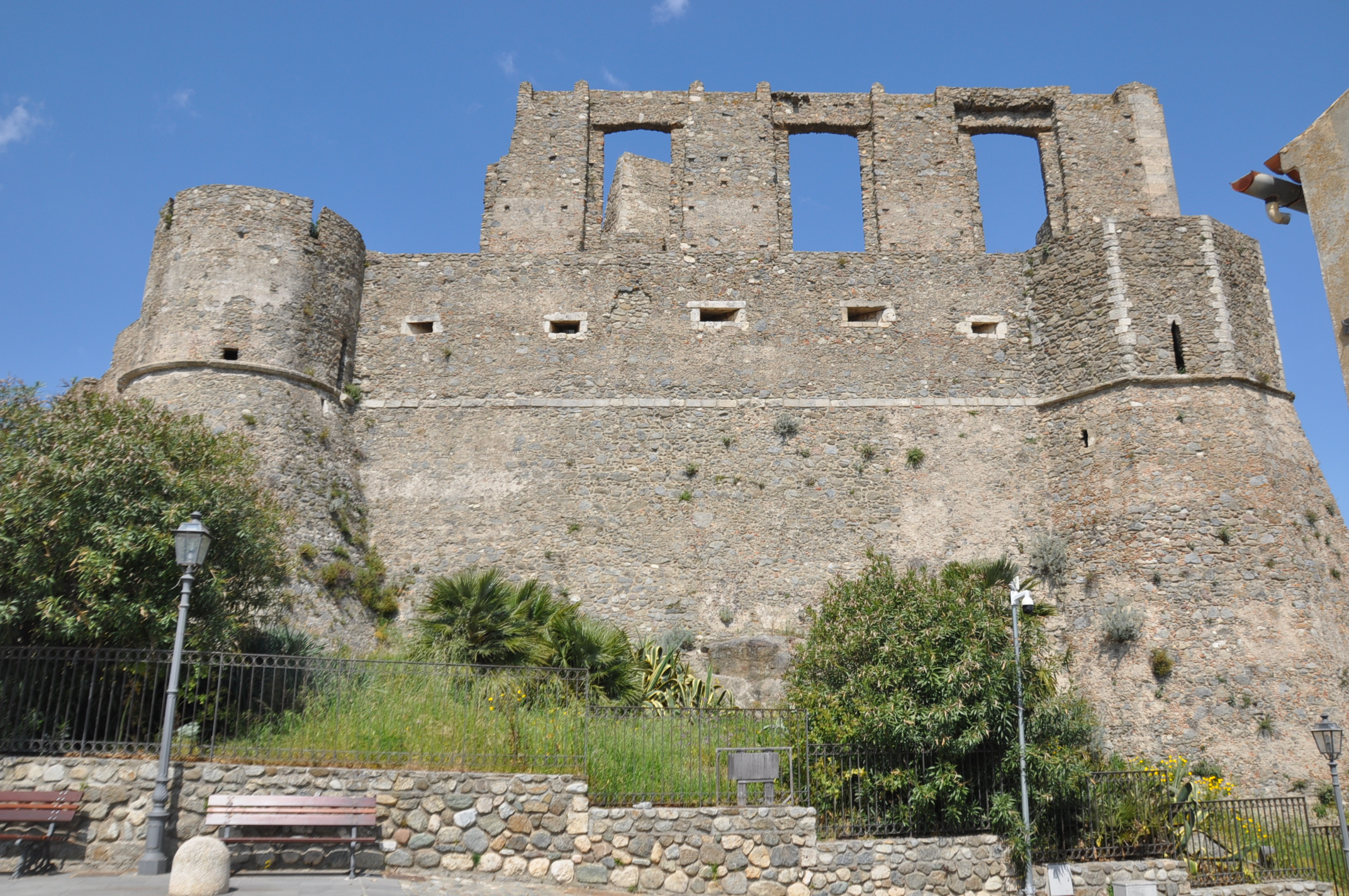
Château de Squillace
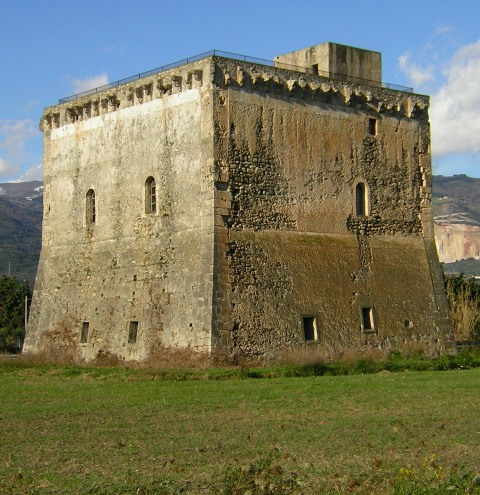
Bastion de Malte
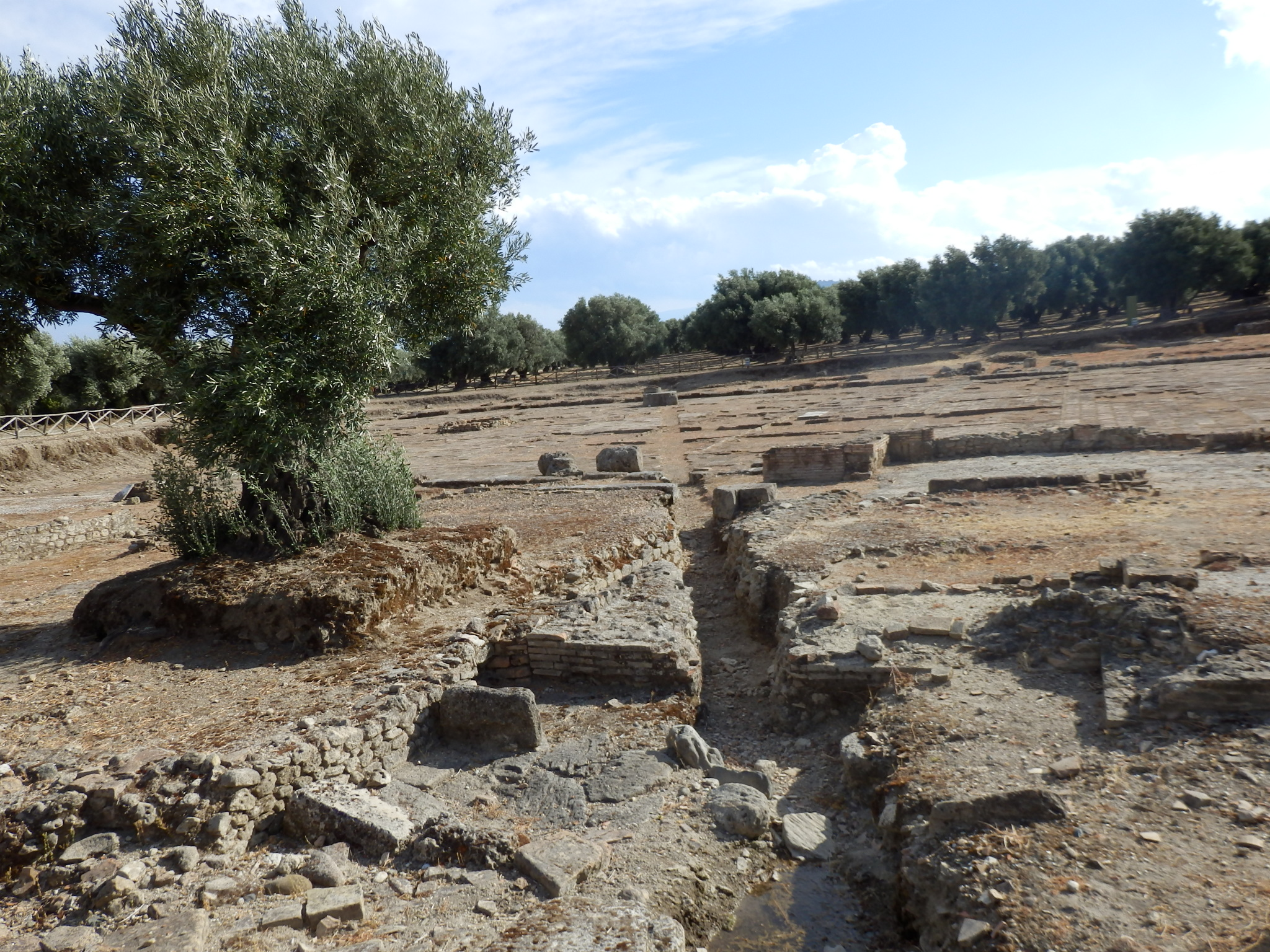
Forum romain de Scolacium